# Фиалка короткошпорцевая
Фиа́лка короткошпо́рцевая (лат. Viola brachyceras) — вид двудольных растений рода Фиалка (Viola) семейства Фиалковые (Violaceae). Впервые описана российско-украинским ботаником Николаем Степановичем Турчаниновым в 1842 году.
В отдельных источниках считается синонимом Viola epipsila.

## Распространение и среда обитания
Известна из Китая, России и Монголии.
Произрастает по берегам рек и в лиственничных лесах.

## Ботаническое описание
Многолетнее бесстебельное травянистое растение высотой 6—10 см.
Листья прикорневые, голые, округло-сердцевидные, по нескольку на растении.
Цветки белого или светло-фиолетового цвета, продолговато-обратнояйцевидной формы.
Плод — коробочка, покрытая тёмно-коричневыми пятнами.
Цветёт в мае и июне, плодоносит с июля по сентябрь.
Число хромосом 2n = 20.

## Природоохранная ситуация
Фиалка короткошпорцевая занесена в Красные книги Хабаровского края и Ханты-Мансийского автономного округа (Россия).